# Jacob Matham
Jacob Matham, né à Haarlem, le 15 octobre 1571, et mort le 20 janvier 1631, est un graveur et dessinateur des Pays-Bas espagnols puis des Provinces-Unies, fils adoptif de Hendrick Goltzius.

## Biographie
Jacob Matham reste orphelin de père en 1579 et sa mère se marie de nouveau avec le peintre et graveur Hendrik Goltzius qui devient son père adoptif et fait son apprentissage. Matham est le beau-frère de Simon van Poelenbugh, également graveur, après son mariage avec sa sœur Maria.
Après un séjour en Italie de 1593 à 1597, son activité se développe à Haarlem de 1598 à 1631. Il est membre de la section locale de la guilde de Saint-Luc en 1600 et en devient le doyen en 1605.
Matham se spécialise dans les gravures de reproduction. En 1592, il grave diverses scènes de la parabole de l'enfant prodigue d'après Karel van Mander. En 1603, il grave une série d'après quatre peintures de Pieter Aertsen. Il fait divers cadres de Rubens à partir de 1611-1615. Rubens préfère travailler avec les graveurs de l'école de Goltzius qui savent reproduire fidèlement ses effets et en supervisant leur travail et en dirigeant l'exploitation commerciale de l'entreprise lui-même. Les plaques sont fabriquées à partir de monochromes spécialement préparés par lui ou ses collaborateurs.
La production la plus importante de Jacob Matham et la plus problématique est celle qu’il fait à l’ombre de Goltzius, en gravant ses esquisses. Nombre de ces gravures portent les initiales HG du maître et il est difficile de savoir la part de chacun dans ces travaux.
En 1613, le graveur Jan van de Velde II devient son apprenti comme Pieter Claesz Soutman et son fils Adriaen.
Jacob Matham a eu trois fils : Jan, Theodor et Adriaen Matham. Ce dernier fut un graveur notoire.

## Œuvres
- Samson et Dalila, 1613, gravure sur cuivre, Musée de Budapest[5]
- Scène de marché, 1603, gravé d'après Pieter Aertsen, 240 x 320 mm, Teylers Museum, Haarlem[6]
- Apollo, 1591, gravure de 33,97 x 22,54 cm, Musée d'art du comté de Los Angeles, Los Angeles
- Mars et Vénus, 1590, gravure de 28.1 x 19,53 cm,  Musée d'art du comté de Los Angeles, Los Angeles[7]
- Portrait de Johan Sems, 1623,  gravure d'après Martin Faber[8]
- La foi, l'espérance et la charité, 1590, gravure, Musée d'art du comté de Los Angeles, Los Angeles[9]
- Portrait de  Frédéric-Henri d'Orange-Nassau, gravure, 1602[10]
- Neptune, 1626, stylo à encre noire, grise et brune, 46,5 x 36 cm, Staatliches Museum, Schwerin, Allemagne[11]
- Diane, 1607 - 1610, gravure de la série dieux et les nymphes, 30,16 x 18,73 cm, Los Angeles County Museum of Art, Los Angeles[12]
- L'envie, 1587, gravure de la série Vices , 21,43 x 14,29 cm, Los Angeles County Museum of Art, Los Angeles[13]
- L'alliance entre Minerve et Mercure, 1588, gravure de 29,85 × 20,64 cm, Los Angeles County Museum of Art, Los Angeles[14]
- Les quatre éléments, 1588, gravure d'après Hendrick Goltzius, The Elisha Whittelsey Collection[15]
- Banquet galant, l'enfant prodigue, Gallica, Bibliothèque nationale de France[16]
- Scène de cuisine, huile, 1625, Musée de Varsovie[17]

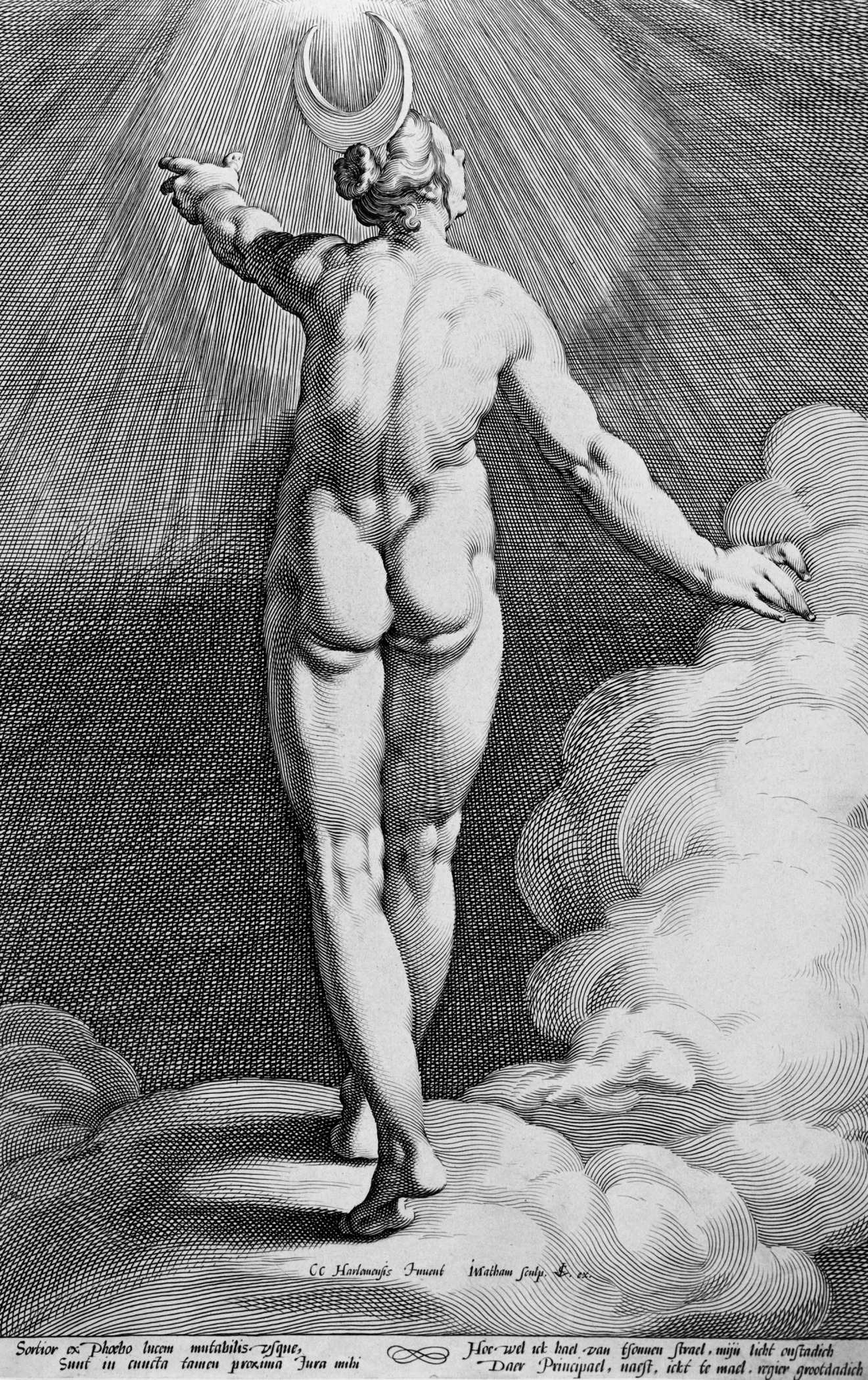
Diane, 1591, Musée de Los Angeles
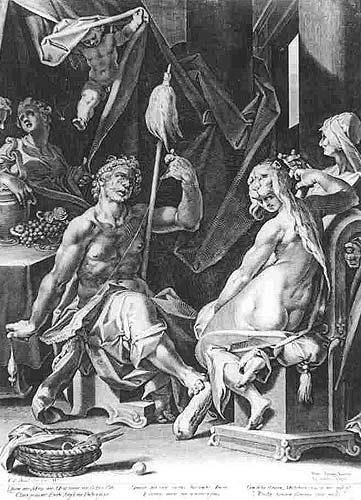
Hercule et Omphale, The Brukenthal Museum
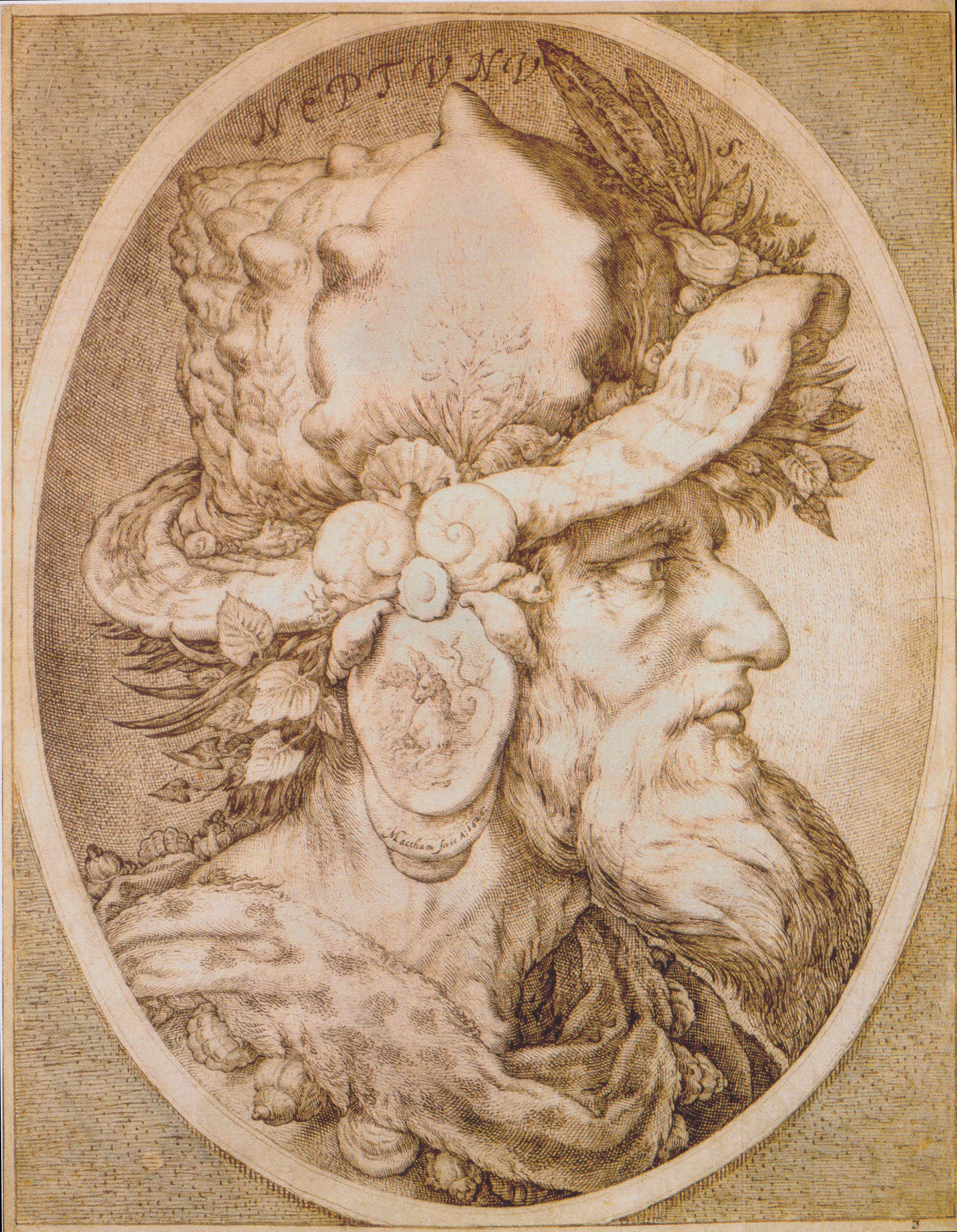
Neptune, 1626, Staatliches Museum Schwerin
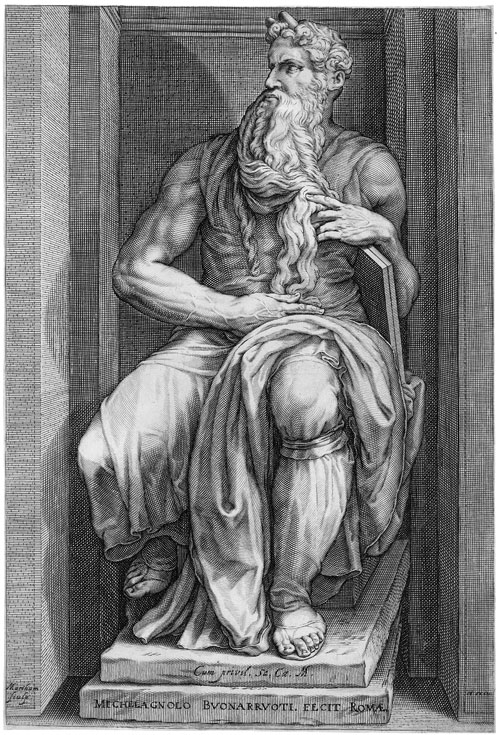
Moïse de Michel-Ange, gravé par Jacob Matham.
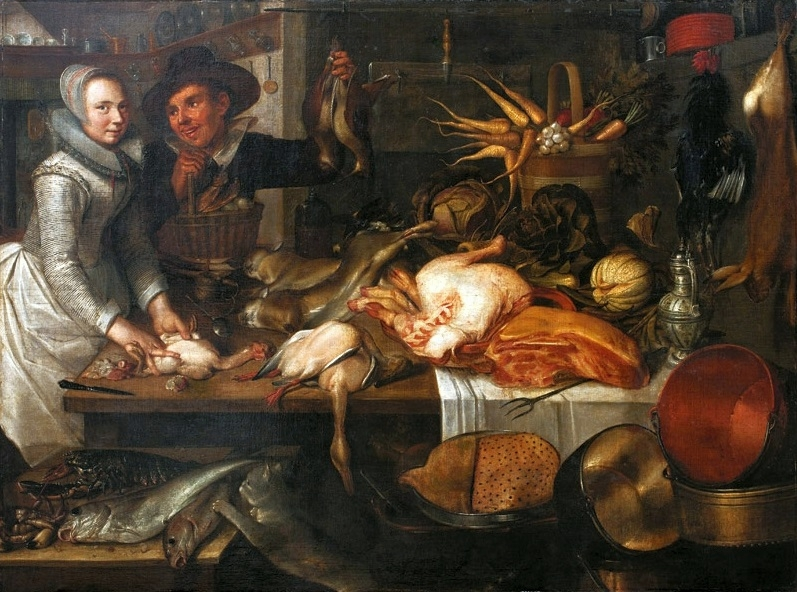
Scène de cuisine, 1625, Musée de Varsovie
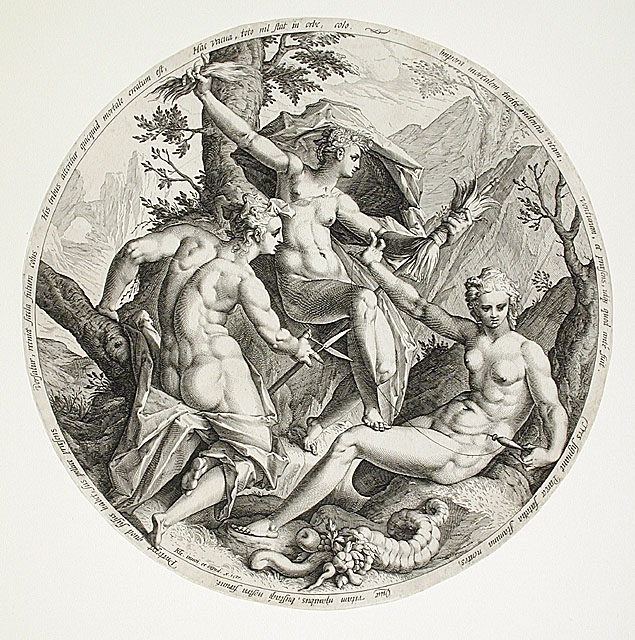
Les trois parques, gravés par Matham, Los Angeles
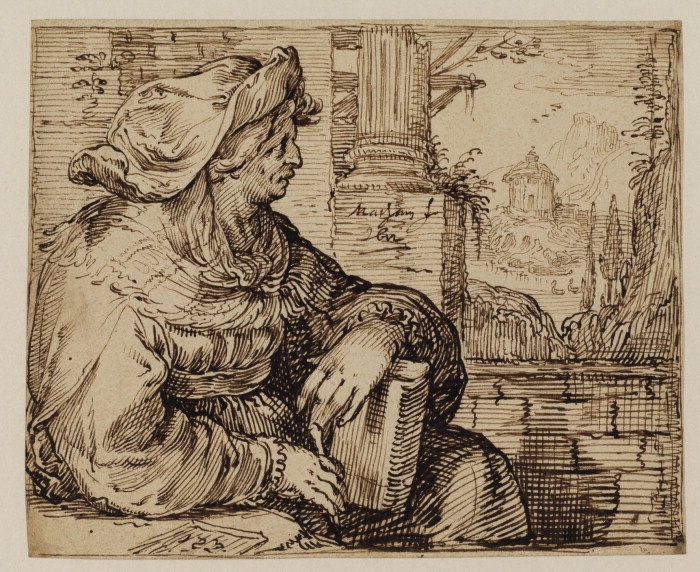
Sybille parmi les ruines, 1612, Institut Courtauld, Londres
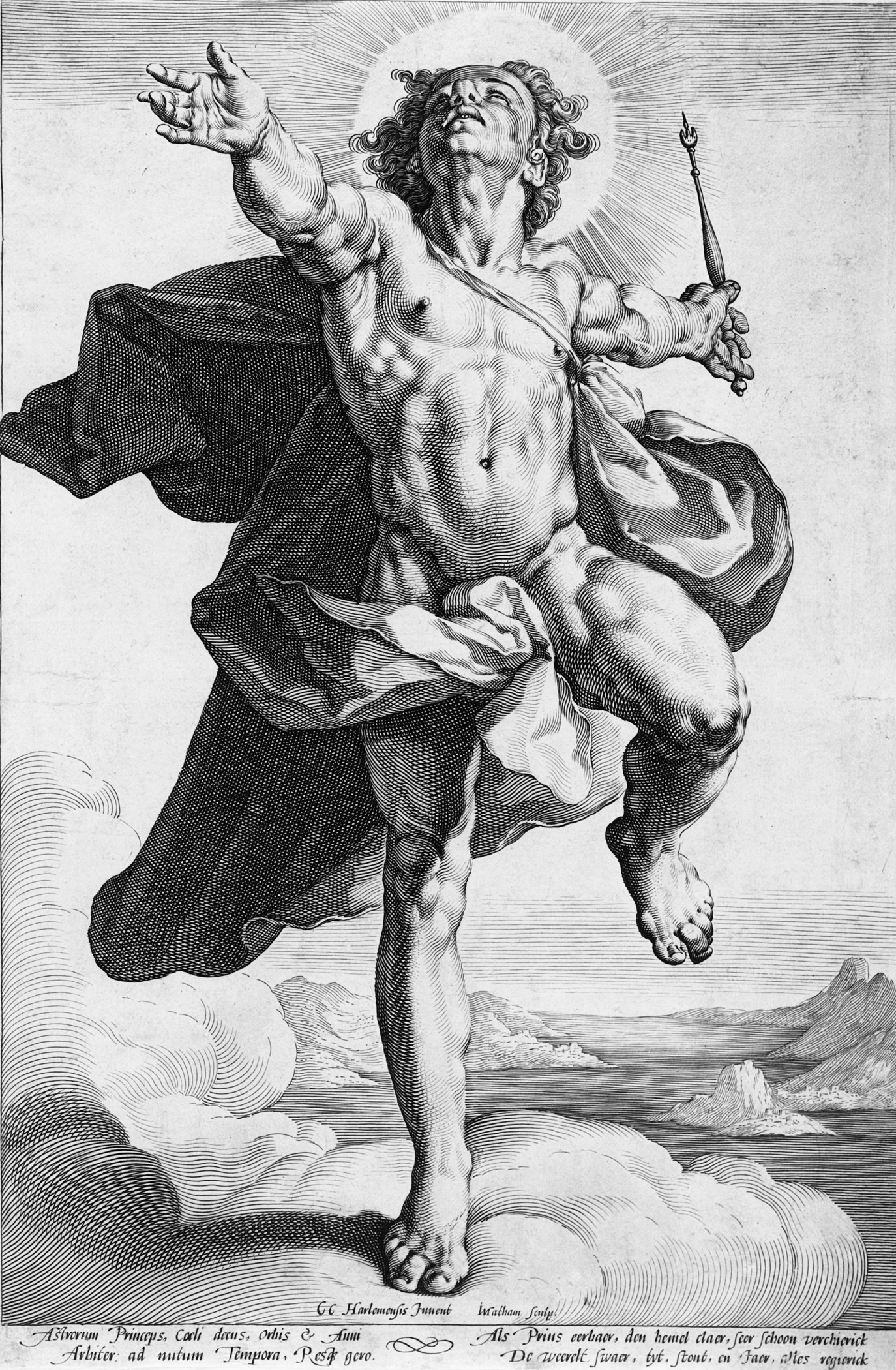
Apollo, 1591, Musée de Los Angeles